# Görögország az 1984. évi téli olimpiai játékokon
Görögország a jugoszláviai Szarajevóban megrendezett 1984. évi téli olimpiai játékok egyik részt vevő nemzete volt. Az országot az olimpián 2 sportágban 6 sportoló képviselte, akik érmet nem szereztek.

## Alpesisí
Férfi
| Versenyző               | Versenyszám      | 1. futam | 1. futam | 2. futam | 2. futam | Összesítés | Összesítés |
| Versenyző               | Versenyszám      | Idő      | Hely.    | Idő      | Hely.    | Idő        | Helyezés   |
| ----------------------- | ---------------- | -------- | -------- | -------- | -------- | ---------- | ---------- |
| Lázarosz Arhondópulosz  | Lesiklás         |          |          |          |          | 2:03,93    | 59.        |
| Lázarosz Arhondópulosz  | Műlesiklás       | 1:04,16  | 40.      | 59,80    | 25.      | 2:03,96    | 25.        |
| Lázarosz Arhondópulosz  | Óriás-műlesiklás | 1:35,36  | 51.      | 1:35,65  | 49.      | 3:11,01    | 49.        |
| Andréasz Pandelídisz    | Lesiklás         |          |          |          |          | 2:01,88    | 56.        |
| Andréasz Pandelídisz    | Műlesiklás       | kizárták | kizárták | kiesett  | kiesett  | kiesett    | kiesett    |
| Andréasz Pandelídisz    | Óriás-műlesiklás | 1:39,57  | 54.      | 1:39,87  | 50.      | 3:19,44    | 51.        |
| Jánisz Sztamatíu        | Lesiklás         |          |          |          |          | 2:01,79    | 55.        |
| Jánisz Sztamatíu        | Műlesiklás       | 1:06,82  | 43.      | kizárták | kizárták | kiesett    | kiesett    |
| Jánisz Sztamatíu        | Óriás-műlesiklás | 1:44,21  | 62.      | 1:40,97  | 52.      | 3:25,18    | 55.        |
| Joánisz Triandafilídisz | Műlesiklás       | 1:09,21  | 47.      | 1:04,68  | 27.      | 2:13,89    | 28.        |
| Joánisz Triandafilídisz | Óriás-műlesiklás | 1:38,20  | 52.      | 1:40,74  | 51.      | 3:18,94    | 50.        |

## Sífutás
Férfi
| Versenyző            | Versenyszám | Eredmény | Helyezés |
| -------------------- | ----------- | -------- | -------- |
| Dimítriosz Biliurisz | 15 km       | 56:07,7  | 77.      |
| Lázarosz Toszunídisz | 15 km       | 57:09,7  | 78.      |